# Messei
Messei is een gemeente in het Franse departement Orne (regio Normandië). De plaats maakt deel uit van het arrondissement Argentan. Messei telde op 1 januari 2022 1.819 inwoners.

## Geografie
De oppervlakte van Messei bedroeg op 1 januari 2022 13,21 vierkante kilometer; de bevolkingsdichtheid was toen 137,7 inwoners per km².

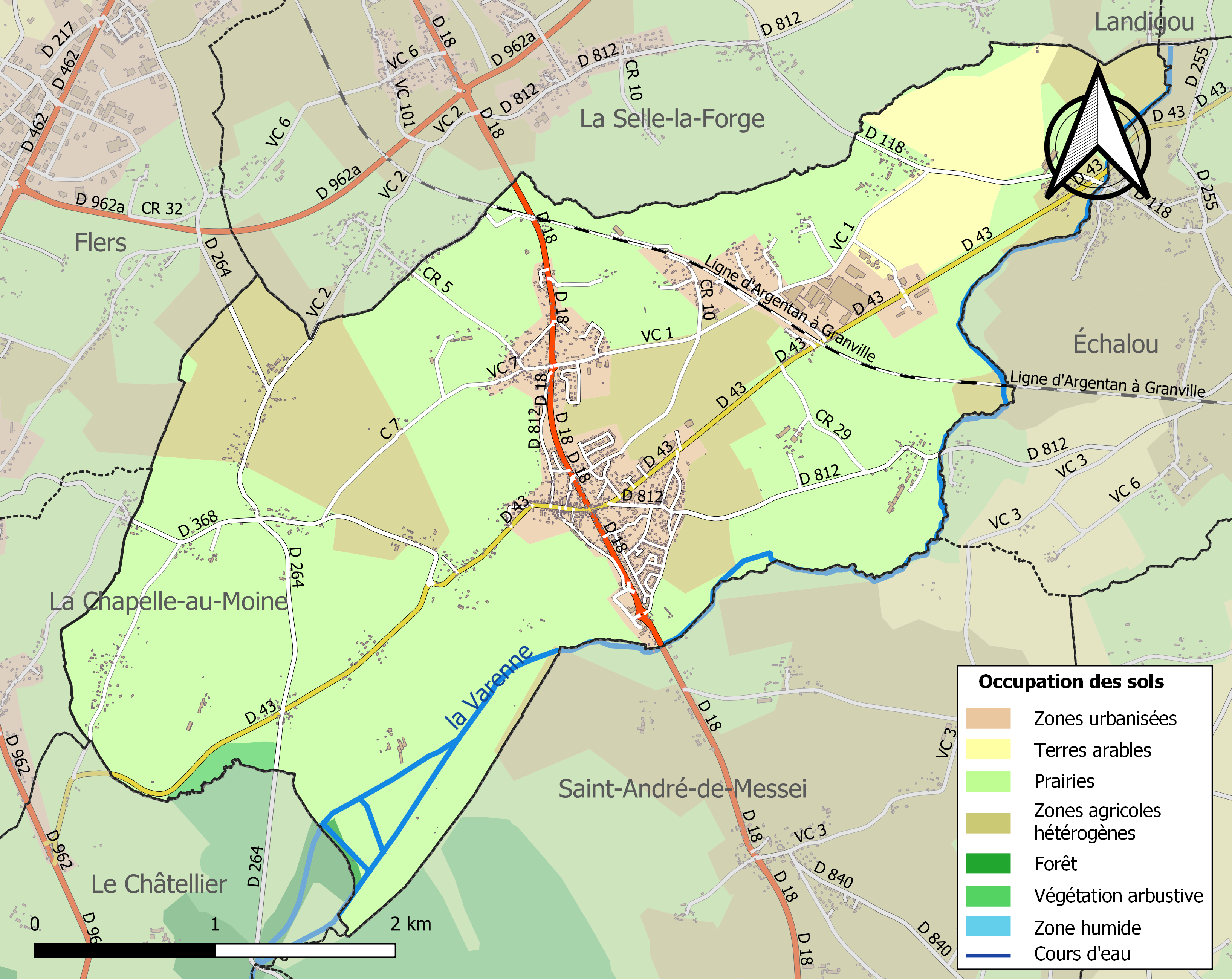
Kaart van de gemeente met belangrijkste infrastructuur, bodemgebruik en omliggende gemeenten

## Demografie
Onderstaande figuur toont het verloop van het inwonertal (bron: INSEE-tellingen).